# Битва при Мидюме
Битва при Мидюме — сражение Великой фризской войны между схирингерами и действующими на стороне феткоперов союзными силами. Битва состоялась 19 августа 1419 года, или на день позже, к югу от Франекера, возле Мидюма.

## Предыстория и ход битвы
После того, как союзники нанесли поражение схирингерам в Доккюме, были проведены переговоры о прекращении войны. План мира был хорошо проработан, когда возник спор между вождём схирингеров Сикке Сьярдой и группой сторонников феткоперов.
Причиной конфликта стал захват Сикке Сьярдой вора с применением насилия. Сикке хотел судить вора, но феткоперы из окрестностей Франекера хотели, чтобы вор был выдан им, но Сикке отказался. Спор обострился, и поскольку вор удерживался в плену во Франекере, центре владений Сикке, феткоперы собрали вооружённые силы и начали наступление на Франекер 19 августа 1419 года.
Сикке Сьярда заметил приближение атаки и мобилизовал своих собственных воинов, включая иностранных наёмников. С этой армией ему удалось отразить нападение на Франекер и рассеять армию феткоперов. Затем он начал преследовать феткоперов. На лугах возле Мидюма он догнал преследуемых и вынудил их сразиться. В битве при Мидюме он победил феткоперов и захватил пленных.